# L'Étreinte (film, 1969)
Pour les articles homonymes, voir L'Étreinte.
Pour plus de détails, voir Fiche technique et Distribution.
L'Étreinte est un  film franco-belge réalisé par Paul Collet et Pierre Drouot, sorti en 1969 en Suède, et en 1972 en France.

## Synopsis
Gisèle, une jeune fille naïve, est engagée comme gouvernante par Michel, bourgeois libertin. Des rapports de domination, à tous égards, se développent entre eux. Léni, amie de Michel, profite de l'absence de ce dernier pour tenter de faire prendre conscience à Gisèle de son aliénation.

## Fiche technique
- Titre : L'Étreinte
- Réalisation : Paul Collet, Pierre Drouot
- Scénario : Paul Collet et Pierre Drouot
- Photographie : Guido Collet
- Musique : Roger Mores
- Montage : Jean-Claude Serny
- Sociétés de production : Maya Films (Paris) - Showking Films (Bruxelles)
- Genre : érotique
- Durée : 95 minutes
- Film interdit aux moins de 18 ans lors de sa sortie en France
- Date de sortie : 
  - Suède : 27 août 1969
  - France : 12 avril 1972

## Distribution
- Nathalie Vernier : Gisèle
- Daniel Vigo : Michel
- Laetitia Sorel : Léni
- Oscar Delmart : l'oncle